# Planinski bor
Planinski bor, klekovina ili bor krivulj (Pinus mugo) je crnogorična vrsta drveća iz porodice Pinaceae.
Ova je vrsta jednodomna, često i dvodomna, anemofilna i pretežno heliofilna. Može doživjeti veliku starost.
Planinski bor čuva zemljište od erozije, a niže položaje od bujica i snježnih lavina.

## Izgled
Ovisno od stanišnih uvjeta, habitus mu jako varira. Javlja se kao nizak, polegnut grm, ili naraste do 10 m visine. Najviše se susreće u obliku polegnutog grma, čija nepravilan debla leže na zemlji ili kamenju. Grane su guste, sabljasto povijene prema gore.
Kora je crvenkastopepeljasta i tanka (oko 4 mm). Ljušti se u malim ljuskama.
Korijenov sustav nema žilu srčanicu. Bočni korijeni su brojni i jako razgranati, a šire se u promjeru i do 10 metara.
Pupovi su izduženo jajasti, jako smolasti. Ljuske pupoljaka su svijetlocrvene.
Četine (iglice) su duge 2 do 6 cm, te široke 1.5 do 2 mm. Tamnozelene su boje, jednobojne nalicu i naličju. Ukočene su i oštre, na rubovima fino nazubljene. Nalaze se u parovima u bijelom kožičastom rukavcu. Ostaju na granama 5-10 godina.
Muški cvjetovi su do 15mm dugi, žute boje. Ženski su cvjetovi okruglasti, plavičasti, većinom u grupama od 2 ili 3. Cvate u lipnju i srpnju.
Češeri su u mladosti plavičasti, a poslije smeđi, okruglasti, 2-7 cm dugi i do 2,5 cm široki, sjedeći. Apofiza je rombična ili kvadratična s crnkasto obrubljenom grbicom (pupkom). Dozrijevaju u proljeće, treće godine.
Sjeme je jajoliko, sivosmeđe boje, do 5 mm dužine, s 2-3 puta duljim krilcem. Mlada biljčica klija s 3-8 supki.

## Stanište
Prilagođena je na ekstreme oštre planinske klime na gornjoj granici šume i drveća.
Nastanjuje subalpski i alpski pojas, gdje na granici šumske vegetacije obrazuje posebnu vrlo karakterističnu zajednicu klekovine bora (Pinetum munghi). U sjevernom dijelu areala naseljava i tresetišta. Dopire do 2600 m visine.
Može ju se naći u srednjoj i južnoj Europi. Na širokom području javlja se nekoliko varijeteta i oblika. Na Dinaridima je najčešći Pinus mugo var. mugo, na alpama i Sudetima Pinus mugo var. pumilio, a na Pirenejima i zapadnim Alpama Pinus mugo var. uncinata.

## Podvrste
Postoje tri podvrste:
- Pinus mugo subsp. mugo - na istoku i jugu područja rasprostranjenosti (južne i istočne Alpe, Balkanski poluotok), niska, grmolika, često biljka s više debala, visine 3–6 metara sa simetričnim češerima .
- Pinus mugo subsp. uncinata - na zapadu i sjeveru područja rasprostranjenost (od Pireneja do Poljske), veći, obično s jednom deblom, visine do 20metara s asimetričnim češerima (ljuske su s jedne strane stošca puno deblje od druge). Neki botaničari zapadnu podvrstu tretiraju kao zasebnu vrstu, Pinus uncinata, drugi kao samo sortu, Pinus mugo var. rostrata. Ova podvrsta u Pirinejima označava granicu ratsa drveća u planini, rub staništa na kojem drveće može rasti.
- Pinus mugo subsp. rotundata - hibridna podvrsta dviju gornjih podvrsta koje se intenzivno miješaju u zapadnim Alpama i sjevernim Karpatima.

Češeri su orašasto smeđi, 2.5–5.5 cm dugi. U subsp. mugo su simetrični, tankih ljuskica i mat teksture; a u subsp. uncinata su asimetrični s gustim ljuskama na gornjoj strani češera, tanki na donjoj strani i sjajne teksture.

Stari naziv za vrstu la. Pinus montana još uvijek se povremeno viđa, a tipografska pogreška "mugho  (prvi put napravljena u istaknutoj enciklopediji iz 18. stoljeća) i dalje se iznenađujuće često ponavlja.
- Pinus mugo subsp. mugo, Rumunjska
- Pinus mugo subsp. uncinata
- Pinus mugo subsp. rotundata, Švicarski nacionalni park
- Na planini Jakupica, Republika Sjeverna Makedonija

## Vanjske poveznice

### Ostali projekti
|  | Zajednički poslužitelj ima stranicu o temi Planinski bor    |
|  | Zajednički poslužitelj ima još gradiva o temi Planinski bor |
|  | Wikivrste imaju podatke o taksonu planinskom boru           |